# Hot Shot (Pat Travers)
Hot Shot è il quinto album in studio del gruppo musicale statunitense Pat Travers Band, pubblicato nel 1984.

## Tracce
1. I Gotta Fight – 5:44
2. Killer – 4:00
3. Just Try Talking (To Those Dudes) – 4:30
4. Hot Shot – 4:56
5. Women on the Edge of Love – 3:27
6. In the Heat of the Night – 3:23
7. Louise – 3:30
8. Tonight – 3:27
9. Night into Day – 5:15

## Formazione
- Pat Travers – voce, chitarra
- Jerry Riggs – chitarra
- Barry Dunaway - basso
- Pat Marchino – batteria